# فليت مارستون (باكينجهامشير)
فليت مارستون (بالإنجليزية: Fleet Marston)‏ هي قرية وأبرشية مدنية تقع في المملكة المتحدة في إنجلترا. يقدر عدد سكانها بـ 47 نسمة .